# Campionati del mondo di mountain bike - Cross country short track maschile
Il cross country short track maschile è una delle prove inserite nel programma dei campionati del mondo di mountain bike. Si corre dall'edizione 2021.

## Albo d'oro
Aggiornato all'edizione 2024.
| Anno | Vincitore           | Secondo           | Terzo             |
| ---- | ------------------- | ----------------- | ----------------- |
| 2021 | Christopher Blevins | Henrique Avancini | Maximilian Brandl |
| 2022 | Samuel Gaze         | Filippo Colombo   | Thomas Litscher   |
| 2023 | Samuel Gaze         | Victor Koretzky   | Thomas Pidcock    |
| 2024 | Victor Koretzky     | Charlie Aldridge  | Alan Hatherly     |

## Medagliere
| Pos.   | Nazione       | Oro | Argento | Bronzo | Totale |
| ------ | ------------- | --- | ------- | ------ | ------ |
| 1      | Nuova Zelanda | 2   | 0       | 0      | 2      |
| 2      | Francia       | 1   | 1       | 0      | 2      |
| 3      | Stati Uniti   | 1   | 0       | 0      | 1      |
| 4      | Svizzera      | 0   | 1       | 1      | 2      |
| 4      | Gran Bretagna | 0   | 1       | 1      | 2      |
| 6      | Brasile       | 0   | 1       | 0      | 1      |
| 7      | Germania      | 0   | 0       | 1      | 1      |
| 7      | Sudafrica     | 0   | 0       | 1      | 1      |
| Totale | Totale        | 4   | 4       | 4      | 12     |